# 厄勒海峡地铁
厄勒海峡地铁（丹麦语：Øresundsmetro，瑞典语：Öresundsmetro）是一条规划中的跨国地铁线路，连接丹麦首都哥本哈根与瑞典马尔默，计划通过海底隧道跨越厄勒海峡。 建成后将成为现有厄勒海峡铁路的有效补充。

## 背景
2011年9月，哥本哈根与厄勒海峡对岸的瑞典马尔默市有关方面计划共同向欧盟申请资金修建跨国地铁 ——厄勒海峡地铁。规划中的这一地铁线路在马尔默一侧的终点站设在马尔默中央车站，通过海底隧道跨过厄勒海峡。建成后，两地间将形成比现有厄勒海峽大橋更直接、更快捷的交通方式，并能有效缓解厄勒海峡大桥的交通压力。同年12月，欧盟出资对该项目进行了研究。规划中的厄勒海峡地铁将是连通哥本哈根市中心与马尔默市中心间的一站直达地铁或大站快车地铁，并能够方便换乘其它交通工具，全程约15分钟。研究工作预计将持续到2020年。
2018年5月，厄勒海峡地铁管理局成立，成员包括来自两座城市的学术界及产业界代表。该组织厄勒海峡地铁预计建成后全程旅行时间约20分钟，较比经现有厄勒海峡铁路35分钟的旅行时间要短。 该组织同时认为，预计投资40亿欧元厄勒海峡地铁若能建成，将能有效分流费马恩海峡隧道建成后增加的交通流量对厄勒海峡大桥的交通压力。

## 建议
有人主张将设计速度定为120千米/小时，具备每小时发车36班的发车能力，并与现有哥本哈根地铁连通。
也有人主张该地铁应按照国铁限界建造，这样载客量更大、空间更宽敞、乘坐更舒适、对日后提速也更加有利，甚至可以将其修建为准高速甚至高速铁路。以便与国铁互通，和平时期有着更加便利的互通性，战争时期则更加有利于战争动员。（同一地区内存在多种互不兼容的铁路系统不利于互通、换乘及后期维保，战争时期则更易引发麻烦）

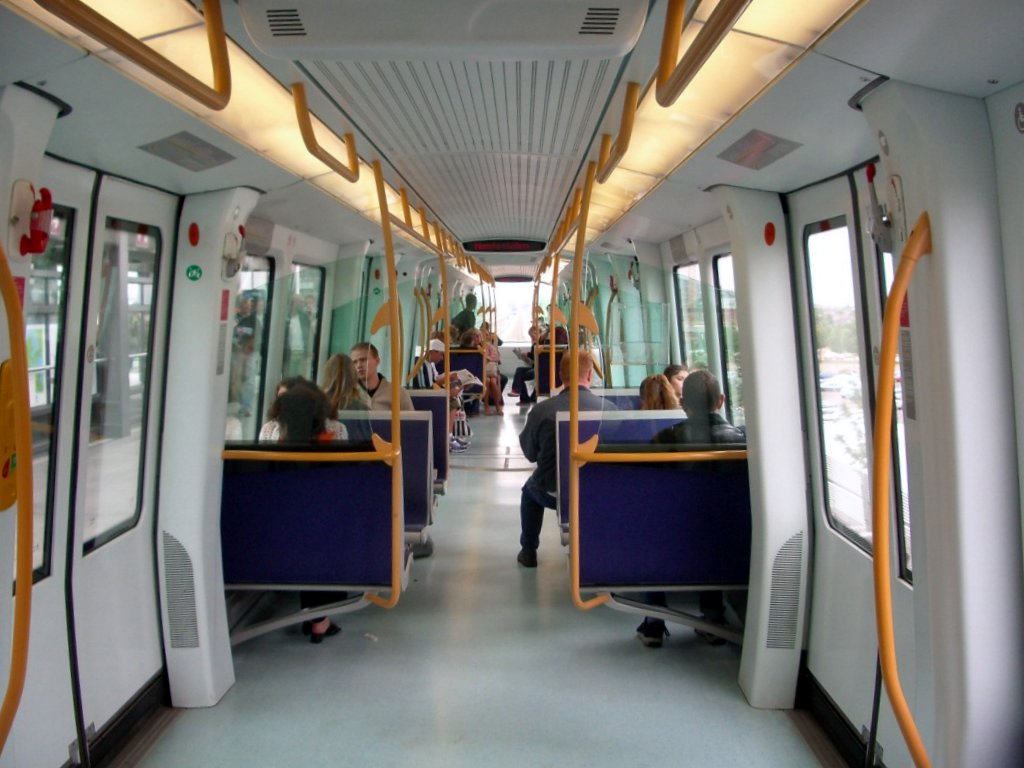
现有的哥本哈根地铁列车，空间较为局促，乘客容易感到压抑，载客量亦难以提升
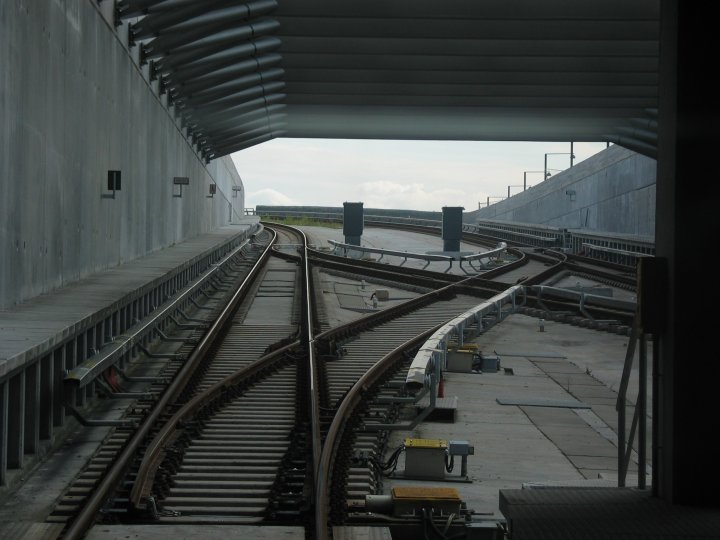
现有的哥本哈根地铁列车采用第三轨供电，使用第三轨供电的列车最大运行速度仅为160千米/小时，哥本哈根地铁设计速度更仅为80千米/小时
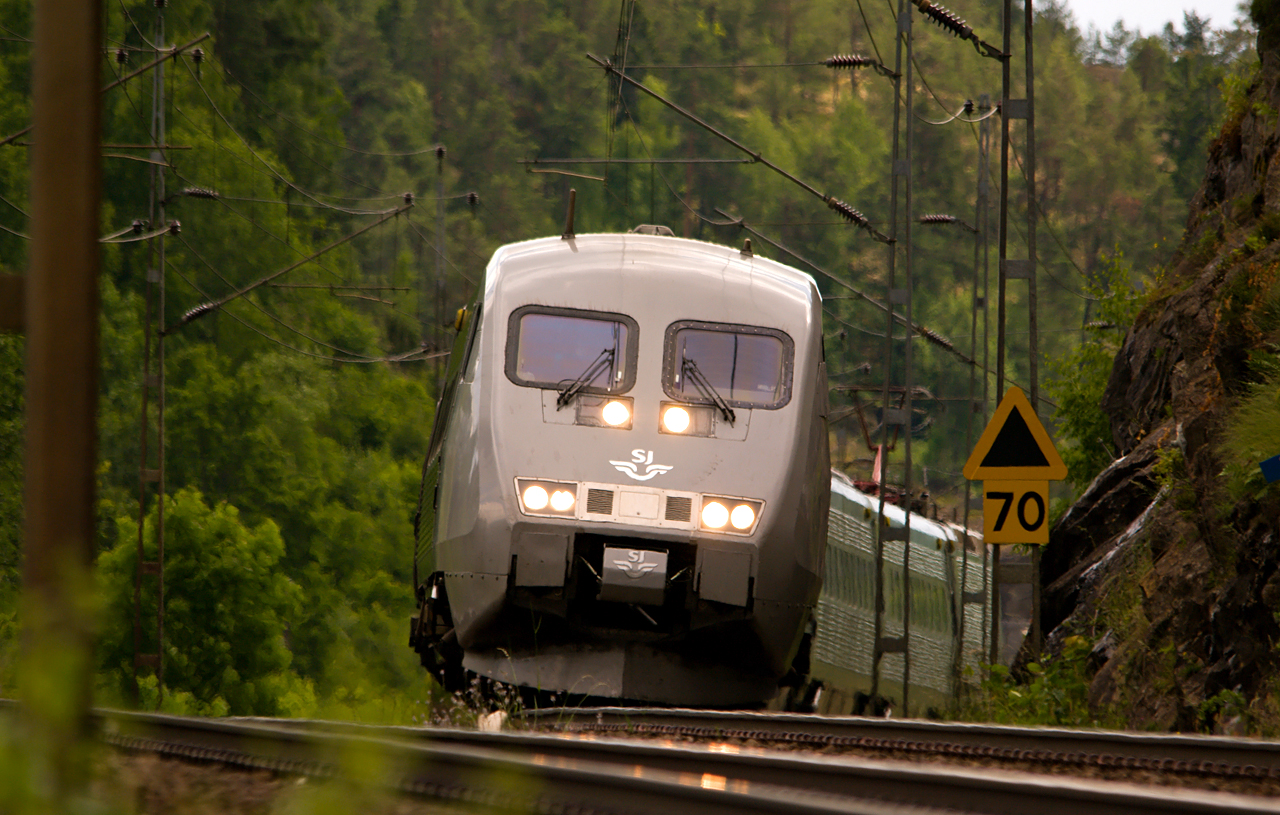
瑞典国家铁路所属的SJ2000列车，采用架空电缆供电，运营速度可达200千米/小时。
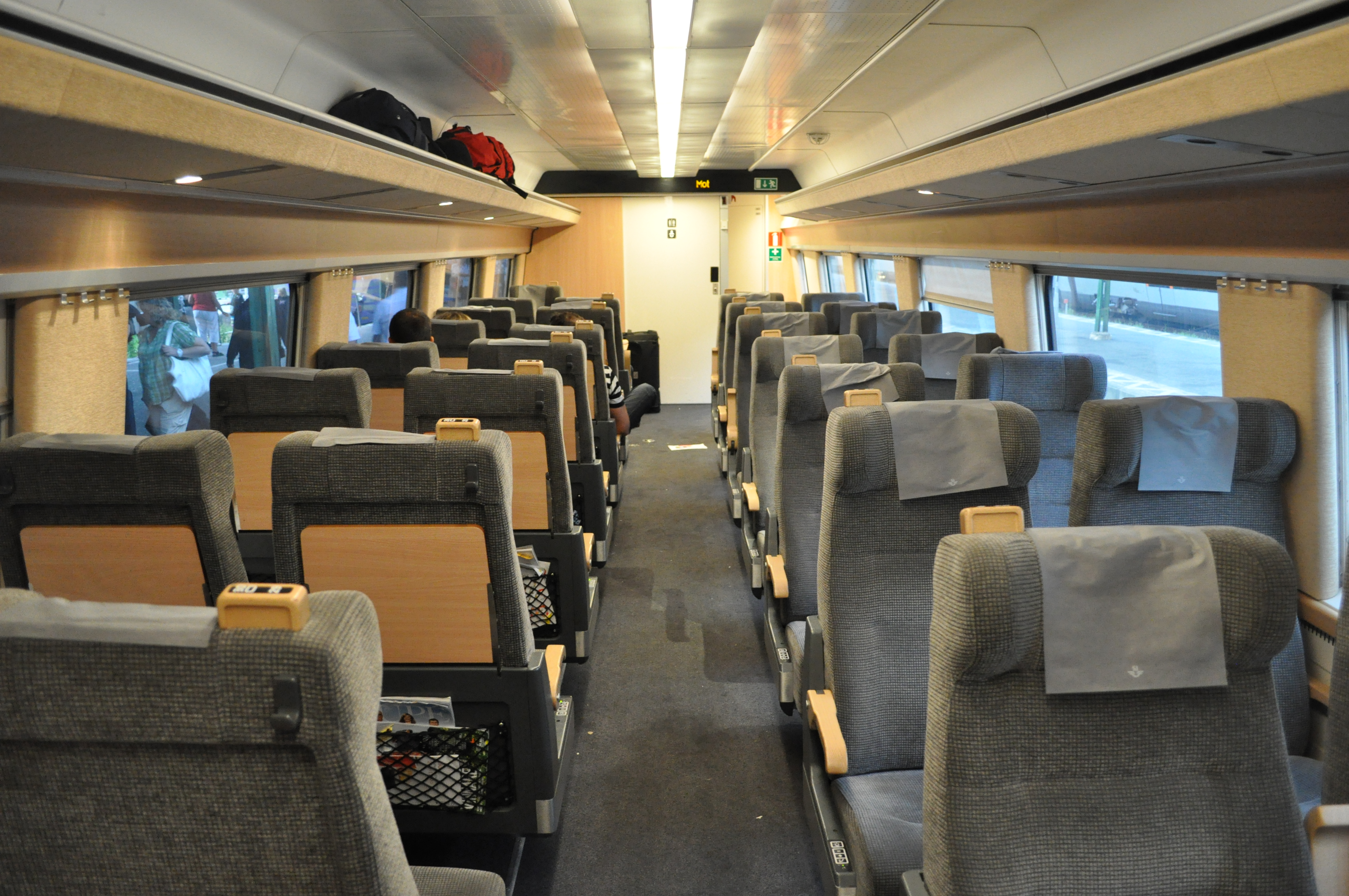
瑞典国家铁路所属的SJ2000列车内部，比哥本哈根地铁列车更加宽敞、载客量更大

## 外部連結
- 官方网站 （页面存档备份，存于）